# Pseudobatos horkelii
Pseudobatos horkelii – gatunek ryby rajokształtnej z rodziny rochowatych (Rhinobatidae). Występuje u wybrzeży Brazylii, Urugwaju i Argentyny, a jej naturalnym środowiskiem są wody przybrzeżne szelfu kontynentalnego. Ryby tego gatunku są żyworodne, a ich ciąża trwa długo, sądząc po młodych rodzonych w lutym. W tym czasie ryby te są intensywnie poławiane, choć ich złowienia są coraz rzadsze, na skutek przełowienia. Ponieważ pozostało niewiele dojrzałych płciowo ryb, Międzynarodowa Unia Ochrony Przyrody nadała temu gatunkowi status krytycznie zagrożonego wyginięciem.

## Taksonomia
Gatunek ten został po raz pierwszy opisany przez Johannesa Petera Müllera i Jacoba Henlego w 1841 roku pod nazwą Rhinobatus horkelii. Nazwali oni nowy gatunek na cześć niemieckiego botanika, dr. Johanna Horkla, profesora fizjologii roślin na Uniwersytecie w Berlinie, który wysłał autorom okaz ryby zakonserwowany w alkoholu.

## Zasięg występowania i środowisko
Gatunek subtropikalny. Występuje w południowo-zachodniej części Oceanu Atlantyckiego, od Rio de Janeiro po Argentynę.
Preferuje płytkie, przybrzeżne wody, do głębokości 100 m.

## Morfologia
Gatunek ten dorasta do długości 138 cm, jednak przeciętnie dorosłe osiągają około 60 cm. Ciało spłaszczone grzbietobrzusznie lub lekko wypukłe. Strona grzbietowa koloru oliwkowo-szarego lub brązowego. Na pysku występują ciemne plamy, nozdrza podłużne.

## Ekologia
Pseudobatos horkelii jest rybą żyworodną, o niskiej płodności. Gody odbywają się w marcu na wewnętrznej części szelfu kontynentalnego, po czym dorosłe osobniki oddalają się na zewnętrzne obszary szelfu. Jaja znajdujące się wewnątrz osłony pozostają w ciele samicy, dopóki nie powróci ona w listopadzie do ciepłych, płytkich wód wewnętrznej strefy szelfu kontynentalnego. Młode rozwijają się wewnątrz samicy, początkowo pozyskując pokarm z żółtka, a później z wydzielin macicy. Rosną się od długości około 1 cm w grudniu do około 29 cm w lutym, kiedy się rodzą. Samice osiągają dojrzałości płciowo po około 4 latach, a wielkość miotu waha się od 4 do 12 młodych, z tym że większe ryby osiągają większe mioty. W strefie wewnętrznej szelfu samice i młode są szczególnie narażone na wpadnięcie w niewód ciągnięty przez parę trawlerów. Większość schwytanych ryb to ciężarne samice. Później w ciągu roku, kiedy dorosłe osobniki rozpraszają się szerzej na wewnętrznym szelfie kontynentalnym, są poławiane na włoki.

## Status
Głównym zagrożeniem P. horkelii jest przełowienie. Ryba jest łowiona przez statki rybackie, niewody plażowe, czy sieci skrzelowe i tradycyjnie jest główną płaszczką łowioną wzdłuż wybrzeża południowej Brazylii. Główne porty, na którym zostaje wyładowywana to Rio Grande i Itajaí. W 1975 roku 842 tony zostały wyładowane w Rio Grande i do 1984 liczba ta wzrosła do 1804 ton. Od tego czasu wielkość połowów zmniejszyła się do 157 ton w 2002 roku i w dalszym ciągu spada. Wydaje się, że w wodach południowej Brazylii populacja tej ryby zmniejszyła się o ponad 80% od roku 1986. W oparciu o te materiały, Międzynarodowa Unia Ochrony Przyrody (IUCN) obawia się, że Pseudobatos horkelii może wyginąć w przeciągu około dziesięciu lat wskutek przełowienia i dlatego ocenia status gatunku jako krytycznie zagrożonego wyginięciem.